# Peyrusse
Peyrusse település Franciaországban, Cantal megyében. Lakosainak száma 141 fő (2022. január 1.). Peyrusse Allanche, Bonnac, Charmensac, Ferrières-Saint-Mary, Joursac, Molèdes, Molompize és Sainte-Anastasie községekkel határos.

## Népesség
A település népességének változása:
| Lakosok száma | 358  | 276  | 259  | 177  | 162  | 158  | 154  | 152  | 148  | 141  |
|               | 1962 | 1975 | 1990 | 2006 | 2011 | 2013 | 2016 | 2018 | 2020 | 2022 |